# Aleksander Kreek
Aleksander Kreek (Lihula, 21 luglio 1914 – Toronto, 19 agosto 1977) è stato un pesista estone, campione europeo nel 1938.

## Palmarès
| Anno | Manifestazione  | Sede   | Evento         | Risultato | Misura  | Note                  |
| ---- | --------------- | ------ | -------------- | --------- | ------- | --------------------- |
| 1937 | Pre-Universiadi | Parigi | Getto del peso | Oro       | 15,17 m |                       |
| 1938 | Europei         | Parigi | Getto del peso | Oro       | 15,83 m | Record dei campionati |
| 1939 | Pre-Universiadi | Vienna | Getto del peso | Argento   | 16,26 m |                       |